# Edmond Blondel
Edmond Blondel, né Eugène Edmond Blondel le 29 avril 1877 à Elbeuf (Seine-Maritime) et mort le 27 juin 1956 à Nice (Alpes-Maritimes), est un homme politique français.

## Biographie
Industriel dans le textile, Edmond Blondel est conseiller municipal de Bois-Guillaume en 1919 et maire de 1920 à 1941. Il est conseiller d'arrondissement en 1922 et conseiller général en 1925. Il est député de la 2e circonscription de la Seine-Inférieure de 1928 à 1932, inscrit au groupe de l'Action démocratique et sociale.
Il est président fondateur de l'Abri familial de Bois-Guillaume et secrétaire général du comité départemental d'alliance d'hygiène sociale.
Il se marie le 16 juin 1942 à Reims avec Béatrice Doublet.

## Distinctions
- Chevalier de la Légion d'honneur (1927)[3].